# Arcisses (Eure-et-Loir)
Arcisses is een gemeente in het Franse departement Eure-et-Loir in de regio Centre-Val de Loire. De gemeente maakt deel uit van het arrondissement Nogent-le-Rotrou en had op 1 januari 2022 2.209 inwoners.

## Geschiedenis
De commune nouvelle is op 1 januari 2019 ontstaan door de fusie van de gemeenten Brunelles, Coudreceau en Margon. 

## Geografie
De oppervlakte van Arcisses bedraagt 45,43 km², de bevolkingsdichtheid is 48 inwoners per km².
De onderstaande kaart toont de ligging van Arcisses met de belangrijkste infrastructuur en aangrenzende gemeenten.